# Mimetes hirtus
Mimetes hirtus (лат.) — вид растений рода Mimetes семейства Протейные. Вечнозеленый кустарник высотой 1,5—2 м. Листья — вертикальные перекрывающиеся, широкие копьевидные, без зубцов, но с одним утолщённым заострённым кончиком. Цилиндрические соцветия увенчаны ананасо-подобным пучком розовато-коричневатых меньших относительно горизонтальных листьев. Цветочные головки плотно окружены жёлтыми прицветниками с красными кончиками, содержат 9—14 длинных красных пестиков и белесоватые шелковистые кончики околоцветника. Цветы опыляются птицами, прежде всего капским сахарным медососом. Эндемичный вид юго-запада Западно-Капской провинции Южной Африки. Произрастает во влажных зонах у подножия южных склонов горных склонов. Цветёт с мая по ноябрь, с пиками цветения в июле и августе.

## Ареал, местообитание и экология

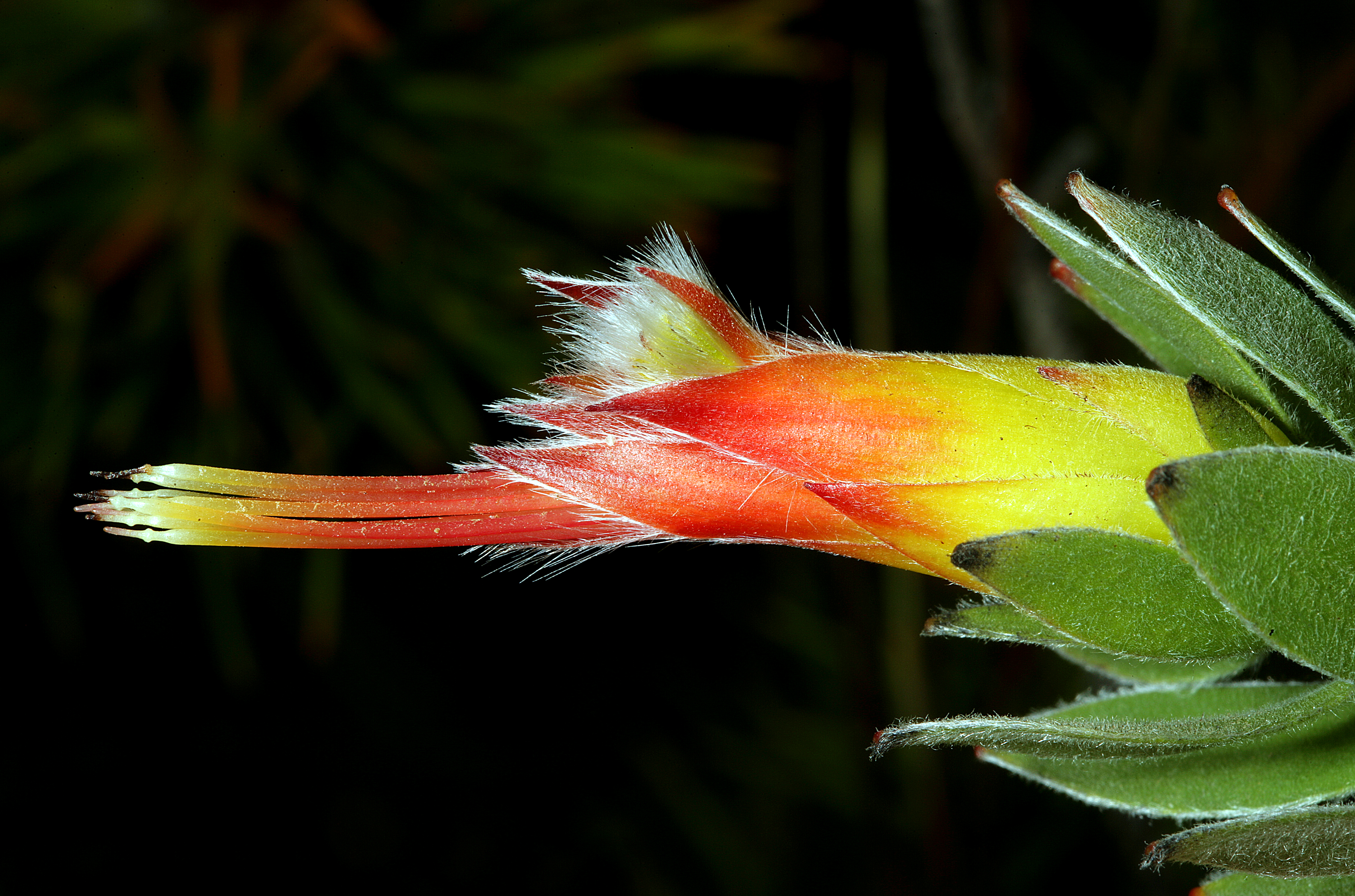
Mimetes hirtus

M. hirtus является эндемичным видом, который растет у подножия прибрежных гор на южном побережье Западно-Капской провинции в Южной Африке. На западе произрастает на Капском полуострове, между Буффельсбаай и заповедником Сильвермин. Ранее ареал продолжался дальше на север до Рондебош. На восток ареал проходит от Ханклипе около залива Прингл, вдоль подножия природного заповедника Когельберг в заливе Бетти, Клейнмонда, Хермануса и южного подножия холмов в направлении Элима, где он достигает юго-восточного предела ареала. Редко произрастает на высоте более 50 м за исключением популяции в Сильвермин и Хайлендс, которая растёт на высоте около 400 м.
Предпочитает болотистую среду обитания, берега ручьёв, образует плотные насаждения и растительность вместе с такими видами, как Osmitopsis asteriscoides, Erica perspicua и Psoralea aphylla. Опыляется птицами, , прежде всего капским сахарным медососом. После созревания фрукты падают, местные муравьи собирают их и переносят в свои подземные гнезда. Здесь они едят элайосому, а твёрдые семена остаются защищёнными от пожара. Прорастают после надземного пожара и последующих дождей.
M. hirtus недолговечна, начинает цвести на втором годе. Продолжительность жизни — около пятнадцати лет.

## История изучения
Первая ссылка на этот вид была сделана нидерландским врачом, ботаником и химиком Германом Бургаве, который описал растение в 1720 году как «дерево с чешуйчатыми плодами, короткие шелковистые листья, изначально обрезанные, длинные изящные плоды». В 1760 году Карл Линней дал виду биномиальное название Leucadendron hirtum, а в 1771 году он свёл род Mimetes в Protea и дал виду название Protea hirta. Ричард Энтони Солсбери в книге Джозефа Найта «On the cultivation of the plants belonging to the natural order of Proteeae», опубликованной в 1809 году, вновь вернул род Mimetes и назвал вид Mimetes hirtus.
Название вида лат. hirtus означает «грубоволосистый».